# تونی فایدیاس
تونی فایدیاس (انگلیسی: Toni Fuidias؛ زادهٔ ۱۵ آوریل ۲۰۰۱) بازیکن فوتبال اهل اسپانیا است که در حال حاضر برای باشگاه فوتبال ژیرونا بازی می‌کند. 